# Gregg Toland
Gregg Toland (Charleston, 29 de maio de 1904 — Los Angeles, 28 de setembro de 1948) foi um diretor de fotografia estadunidense. Venceu o Oscar de melhor fotografia na edição de 1940 por Wuthering Heights.